# Calytrix
Calytrix är ett släkte av myrtenväxter. Calytrix ingår i familjen myrtenväxter.

## Bildgalleri

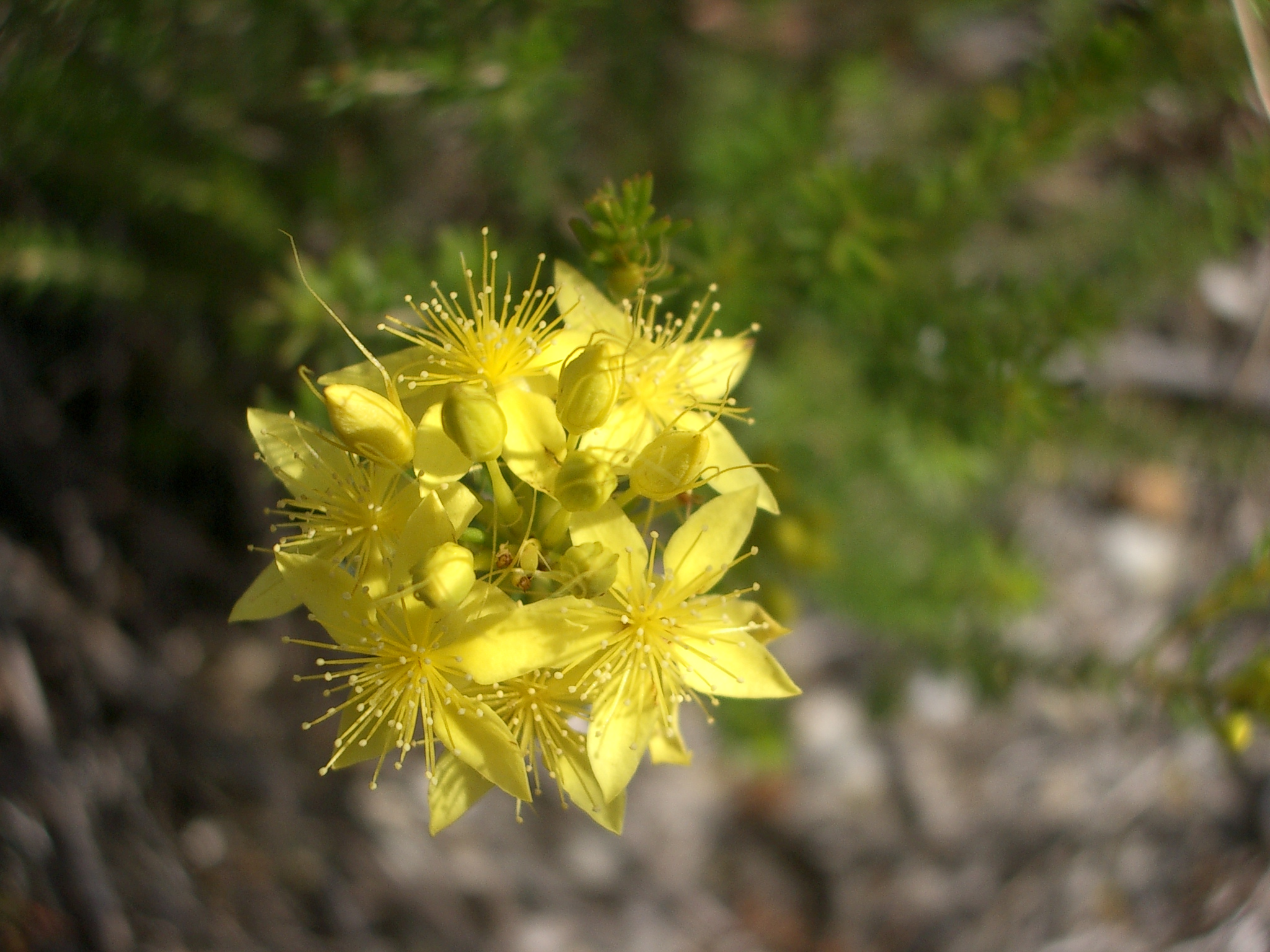
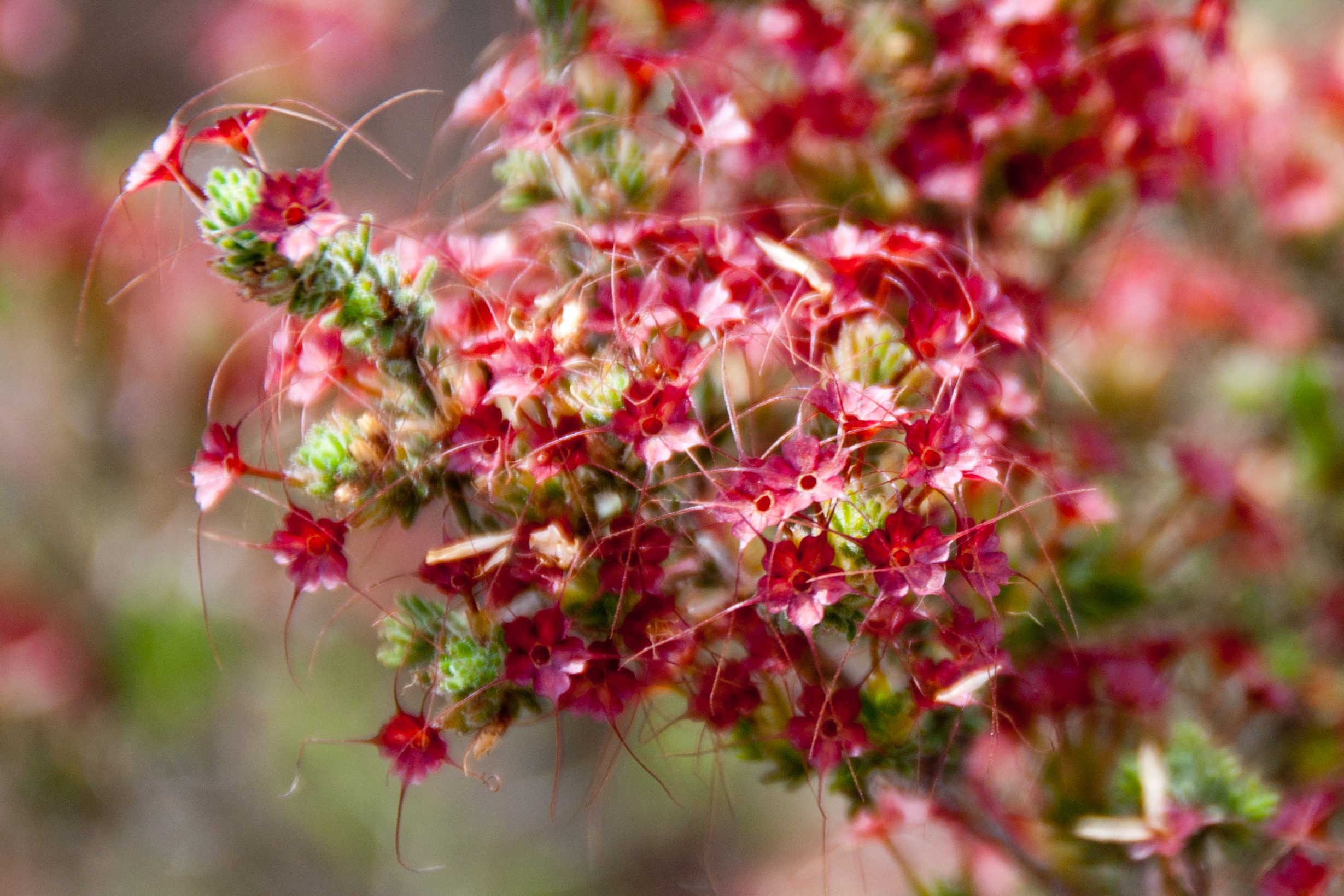
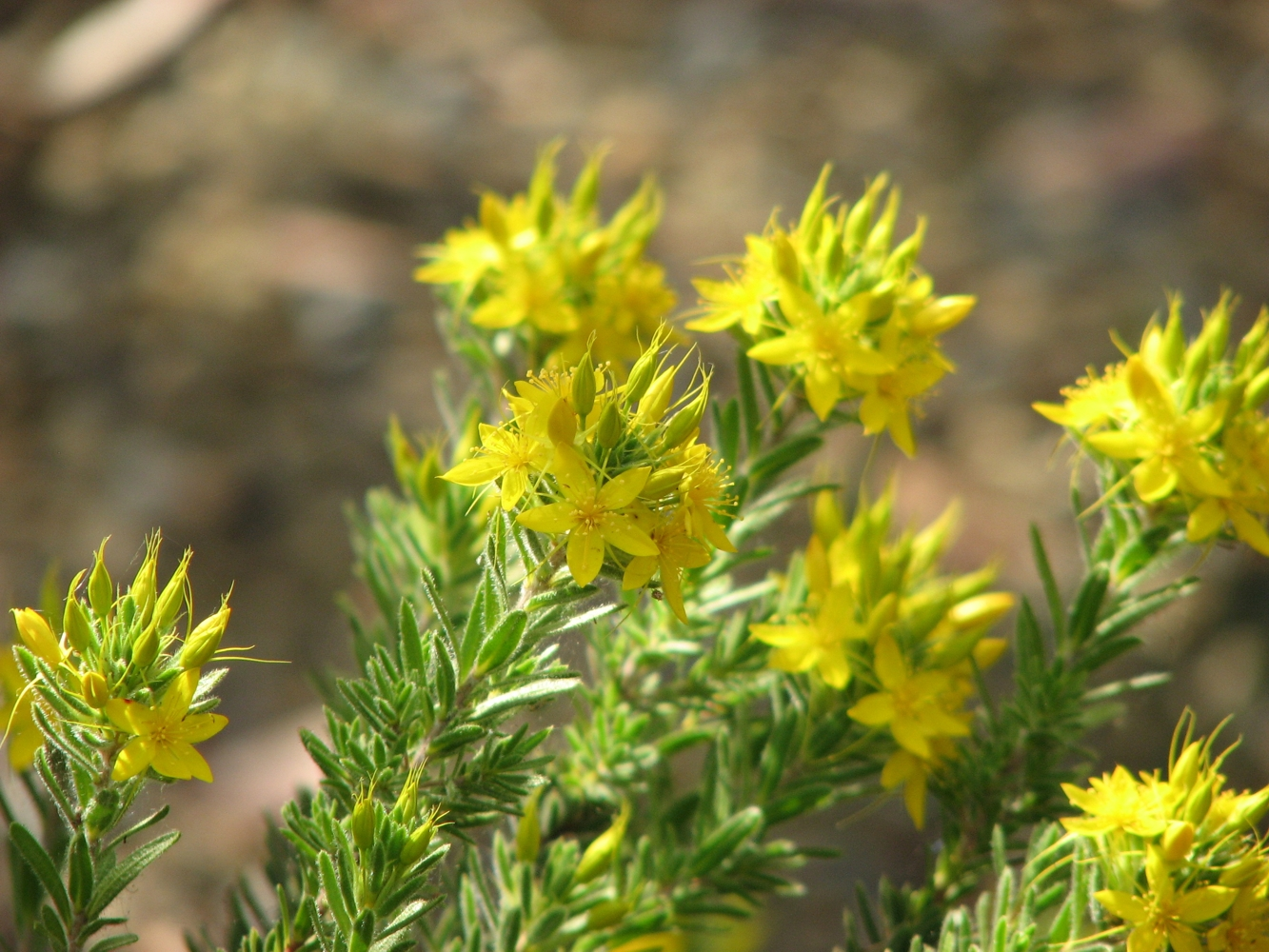
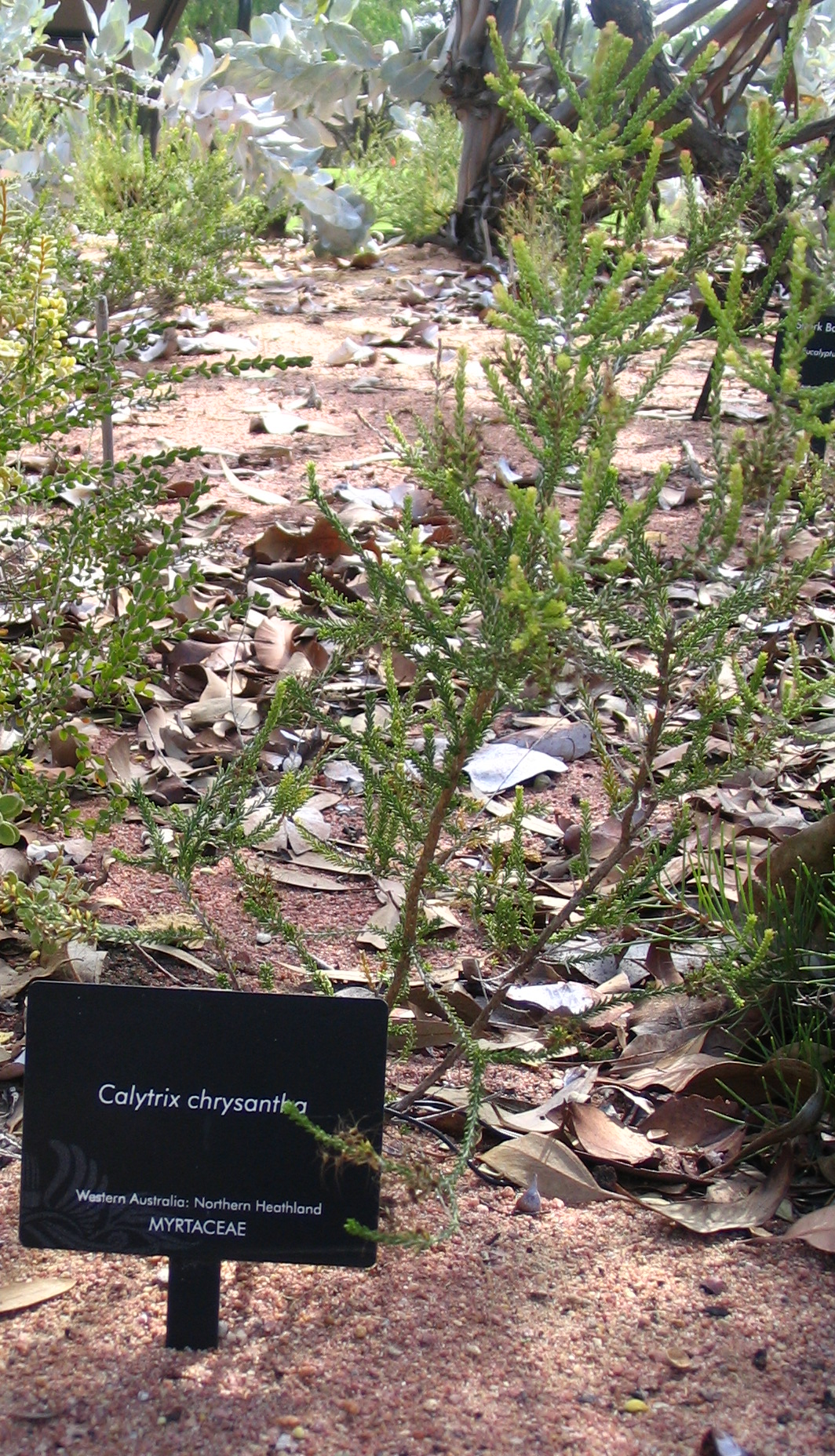
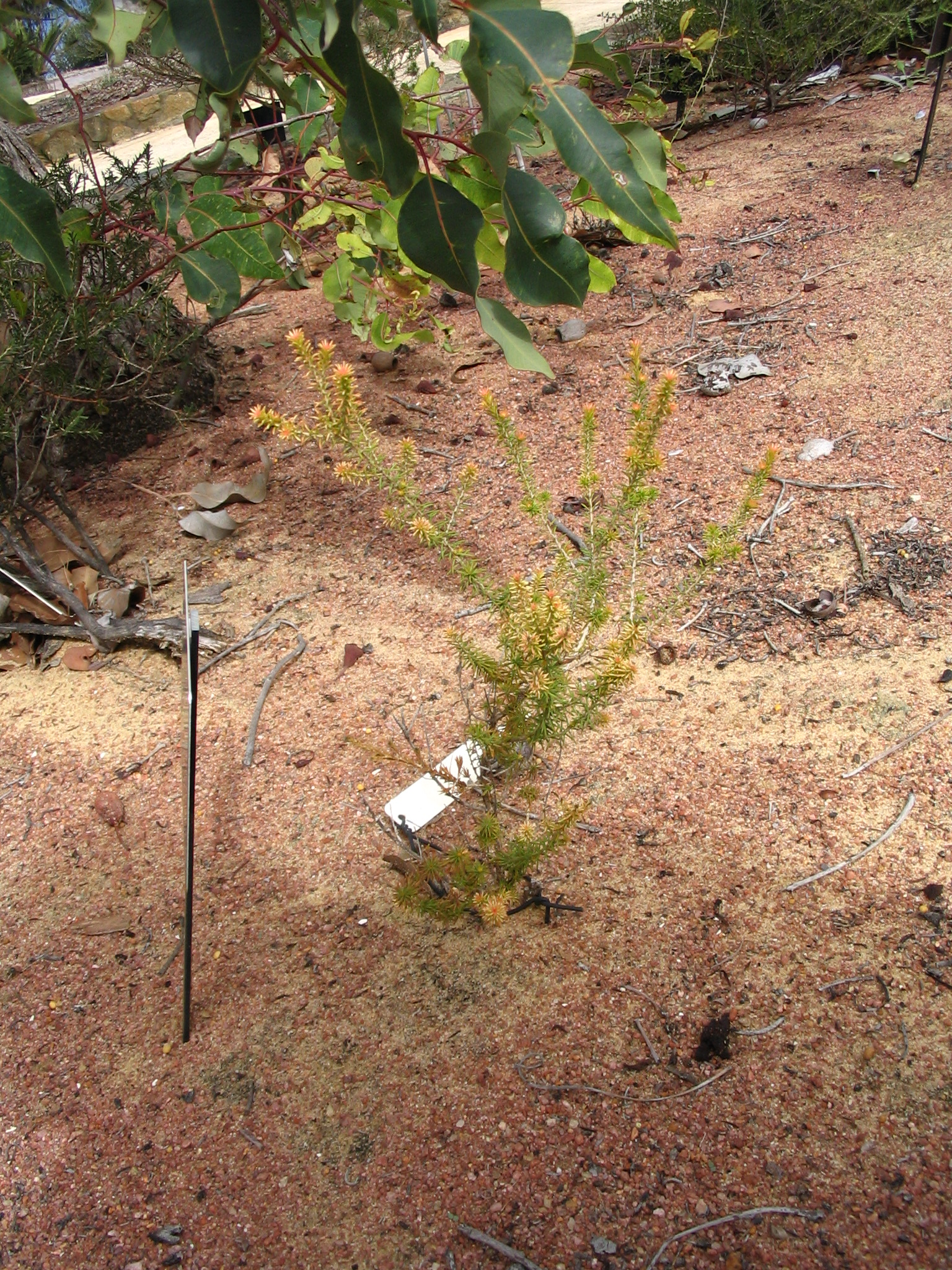
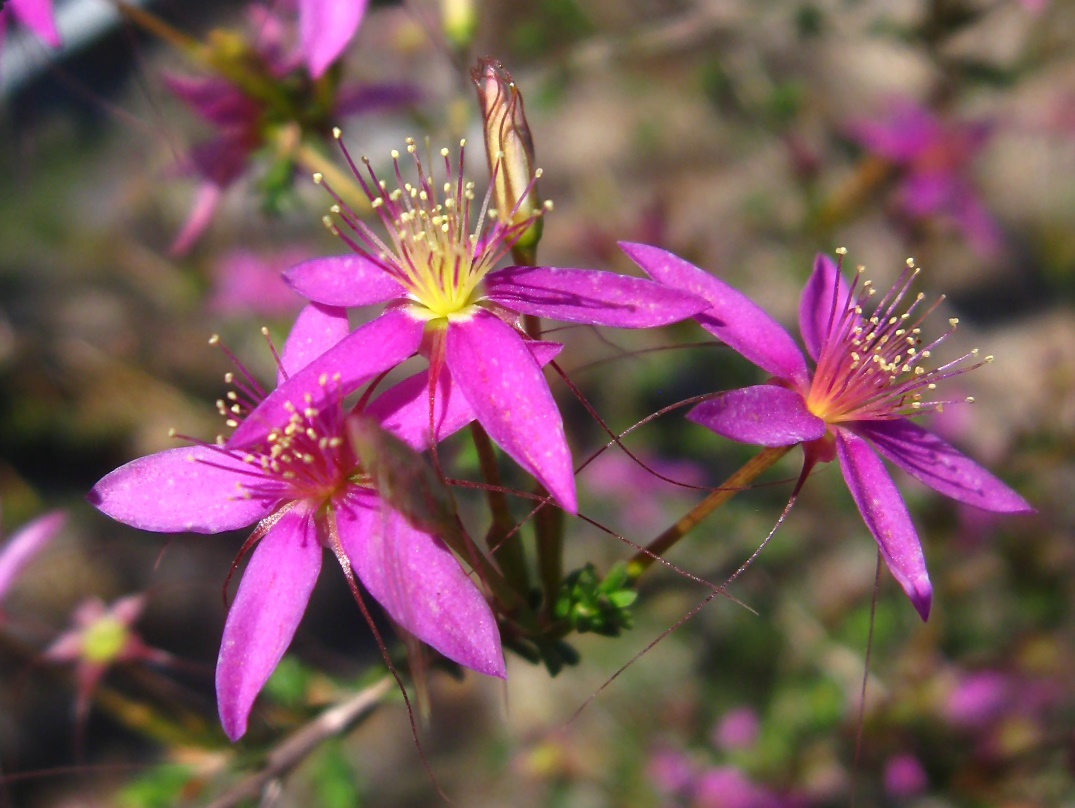

## Dottertaxa tillCalytrix, i alfabetisk ordning[1]
- Calytrix achaeta
- Calytrix acutifolia
- Calytrix alpestris
- Calytrix amethystina
- Calytrix angulata
- Calytrix arborescens
- Calytrix asperula
- Calytrix aurea
- Calytrix birdii
- Calytrix brachychaeta
- Calytrix brevifolia
- Calytrix breviseta
- Calytrix brownii
- Calytrix carinata
- Calytrix chrysantha
- Calytrix creswellii
- Calytrix decandra
- Calytrix decussata
- Calytrix depressa
- Calytrix desolata
- Calytrix divergens
- Calytrix drummondii
- Calytrix duplistipulata
- Calytrix ecalycata
- Calytrix eneabbensis
- Calytrix erosipetala
- Calytrix exstipulata
- Calytrix faucicola
- Calytrix flavescens
- Calytrix formosa
- Calytrix fraseri
- Calytrix glaberrima
- Calytrix glutinosa
- Calytrix gomphrenoides
- Calytrix gracilis
- Calytrix gurulmundensis
- Calytrix gypsophila
- Calytrix habrantha
- Calytrix harvestiana
- Calytrix inopinata
- Calytrix involucrata
- Calytrix islensis
- Calytrix leptophylla
- Calytrix leschenaultii
- Calytrix longiflora
- Calytrix megaphylla
- Calytrix merrelliana
- Calytrix micrairoides
- Calytrix microcoma
- Calytrix mimiana
- Calytrix nematoclada
- Calytrix oldfieldii
- Calytrix oncophylla
- Calytrix parvivallis
- Calytrix paucicostata
- Calytrix pimeleoides
- Calytrix platycheiridia
- Calytrix plumulosa
- Calytrix praecipua
- Calytrix pulchella
- Calytrix purpurea
- Calytrix rupestris
- Calytrix sapphirina
- Calytrix similis
- Calytrix simplex
- Calytrix smeatoniana
- Calytrix strigosa
- Calytrix superba
- Calytrix surdiviperana
- Calytrix sylvana
- Calytrix tenuiramea
- Calytrix tetragona
- Calytrix truncatifolia
- Calytrix uncinata
- Calytrix warburtonensis
- Calytrix variabilis
- Calytrix verruculosa
- Calytrix verticillata
- Calytrix violacea